# Gilbert Talbot, VII conte di Shrewsbury
Gilbert Talbot, VII conte di Shrewsbury (20 novembre 1552 – Londra, 8 maggio 1616), è stato un nobile inglese.

## Biografia
Era il figlio maggiore superstite di George Talbot, VI conte di Shrewsbury, e della sua prima moglie Lady Gertrude Manners, figlia del primo conte di Rutland.

## Carriera politica
Fu eletto cavaliere della contea per Derbyshire nel 1572. Fu convocato alla Camera dei lord, nel 1589 e divenne VII conte di Shrewsbury alla morte di suo padre nel 1590.
Nel 1592 fu creato Cavaliere della Giarrettiera.
Fu un patrono delle arti.

## Matrimonio
Nel 1568 sposò Mary Cavendish, figlia della sua nuova matrigna, Bess di Hardwick e di William Cavendish. Ebbero cinque figli:
- George, (1575-1577);
- Mary (1580-1649), sposò William Herbert, III conte di Pembroke;
- Elizabeth (1582-1651), sposò Henry Grey, VIII conte di Kent;
- John (1583);
- Altehea (1585-1654), sposò Thomas Howard, XXI conte di Arundel.

## Morte
Morì l'8 maggio 1616. In assenza di un erede maschio, gli succedette il fratello minore, Edward.